# Institutos Históricos de España

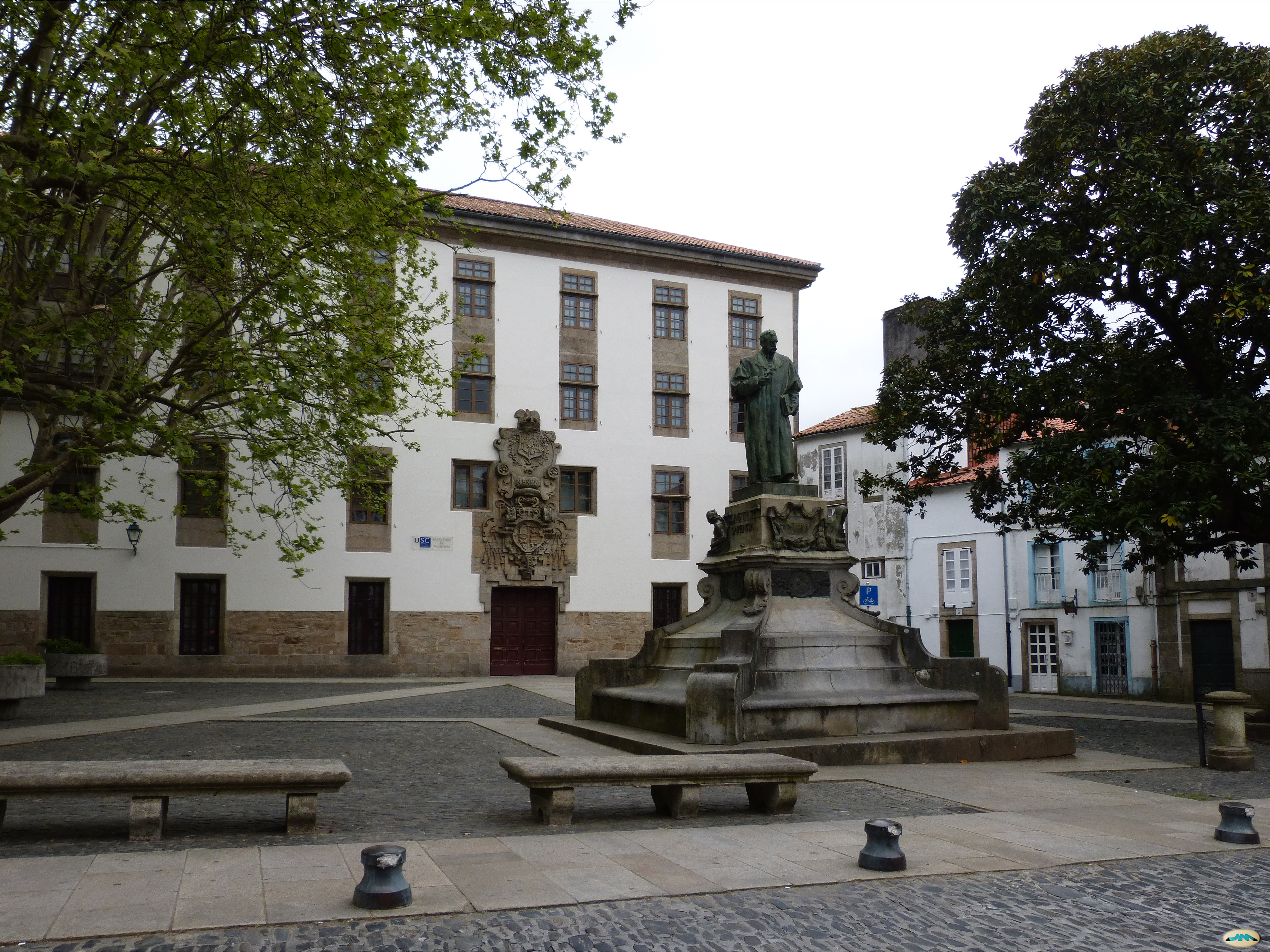
Antiguo convento de los jesuitas de la plaza de Mazarelos de Santiago de Compostela, que albergó durante muchos años el Instituto "Arzobispo Gelmírez".

Los llamados Institutos Históricos de España son Institutos de Segunda Enseñanza (hoy Institutos de Educación Secundaria) de muy antigua fundación y caracterizados por poseer un patrimonio histórico educativo muy rico.

## Historia
Durante la segunda mitad del siglo XIX, de acuerdo con el plan de reorganización de la enseñanza por el Estado, el llamado Plan PIdal, solo existía en España un instituto de enseñanza secundaria en cada una de las capitales de provincia, con la excepción del de Santiago de Compostela, por tener esta ciudad Universidad. Estos institutos, y algún otro más, se conocen hoy con el nombre de "institutos históricos".

## Autoorganización en elsigloXXI

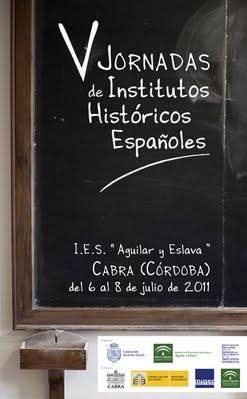
Cartel de las V Jornadas de Institutos Históricos Españoles.
Cabra (Córdoba), 2011.

Con el objetivo de poner en valor este rico patrimonio histórico, artístico, educativo, documental y simbólico, los equipos directivos de un número importante de estos centros iniciaron recientemente una tarea de coordinación de los trabajos de inventario, catalogación, conservación y difusión de sus fondos. Fruto de esta labor fueron las "I Jornadas de centros públicos con patrimonio histórico educativo" que se celebraron en Granada en julio de 2007, a la que siguieron otras, con la denominación de "Jornadas de Institutos Históricos españoles".
Estas Jornadas, ya anuales, se celebraron hasta el día de hoy en: 
- 1.as Jornadas - Sobre el patrimonio histórico de los centros públicos. Granada. Julio de 2007
- 2.as Jornadas - El patrimonio educativo de los Institutos Históricos.[3] La Laguna (Tenerife). Mayo de 2008.
- 3.as Jornadas - El patrimonio histórico educativo.[4] Guadalajara. 2009.
- 4.as Jornadas - Cultura, educación e patrimonio.[5] Santiago de Compostela. Del 5 al 8 de julio de 2010.[6]
- 5.as Jornadas de Institutos históricos españoles. Cabra (Córdoba). Del 6 al 8 de julio de 2011. Fueron inauguradas por el presidente de la Junta de Andalucía, José Antonio Griñán,[7] y clausuradas por el ministro de Educación de España, Ángel Gabilondo.
- 6.as Jornadas de los institutos históricos de España. Logroño. Abril de 2012.
- 7.as Jornadas - Comprometidos con nuestro patrimonio. Burgos. Abril de 2013.
- 8.as Jornadas - A ciencia cierta. Badajoz. Mayo de 2014.
- 9.as Jornadas. Mahón, Menorca (Islas Baleares). Mayo de 2015.
- 10.as Jornadas. Teruel. Julio de 2016.
- 11.as Jornadas. Murcia. Julio de 2017.
- 12.as Jornadas. Madrid. Julio de 2018.
- 13.as Jornadas. Mieres (Asturias). Julio 2019
- 14ª Jornadas. Pamplona. Junio, 2021.
- 15ª Jornadas. Málaga. Abril-mayo 2022
- 16ª Jornadas. Soria. Abril-mayo 2023
- 17ª Jornadas. Huesca. Julio, 2024

### Asociación de Institutos Históricos de España
Los Institutos Históricos de España constiyeron la Asociación nacional para la defensa del patrimonio de los Institutos históricos (ANDPIH), también llamada Asociación de Institutos Históricos de España, que es una asociación cultural, sin ánimo de lucro, con domicilio social en Granada, dedicada a la promoción, conservación y difusión del patrimonio cultural y educativo de los Institutos de Educación Secundaria españoles, que poseen carácter histórico.
La asociación realiza diversas actividades y celebra encuentros anuales entre  sus miembros, como quedó dicho más arriba. Fue constituida en 2010 y su actual presidenta es Teresa Juan Casañas, licenciada en Ciencias Biológicas y catedrática de Ciencias Naturales del IES Canarias Cabrera Pinto de La Laguna, Tenerife.